# 兴国军
兴国军，中国宋朝的行政区划——军。
北宋太平兴国二年（977年），以永兴县置永兴军，太平兴国三年（978年），改永兴军为兴国军，属于江南西道，治所在永兴县（今湖北省阳新县），下辖永兴县、通山县、大冶县3县。宋徽宗崇宁元年（1103年），属于江南西路。元朝至元十四年（1277年），升兴国军为兴国路。